# Giải bóng đá vô địch quốc gia Hungary
Giải bóng đá vô địch quốc gia Hungary (phát âm tiếng Hungary: [ˈnɛmzɛti ˈbɒjnokʃaːɡ]; Nemzeti Bajnokság, còn được gọi là NB I) là hạng đấu cao nhất trong hệ thống giải đấu bóng đá Hungary. Giải đấu có tên chính thức là OTP Bank Liga sau khi được tài trợ bởi ngân hàng OTP Bank. UEFA hiện đang xếp giải đấu ở vị trí số 28 tại châu Âu.
Có 12 đội bóng tranh tài tại giải, chạm trán nhau ba lần, một lần trên sân nhà, một lần trên sân khách và trận đấu thứ ba diễn ra ở sân vận động không tổ chức trận cuối cùng. vào cuối mùa giải, đội bóng vô địch sẽ giành quyền dự UEFA Champions League, còn đội á quân và đội xếp thứ 3 sẽ cùng với đội vô địch Cúp bóng đá Hungary tham dự vòng loại của UEFA Europa League. Hai đội xếp bét bảng sẽ bị rớt xuống Nemzeti Bajnokság II - giải đấu hạng nhất; những suất thế chỗ là những độ vô địch và á quân của giải Hạng nhất.

## Lịch sử ra đời

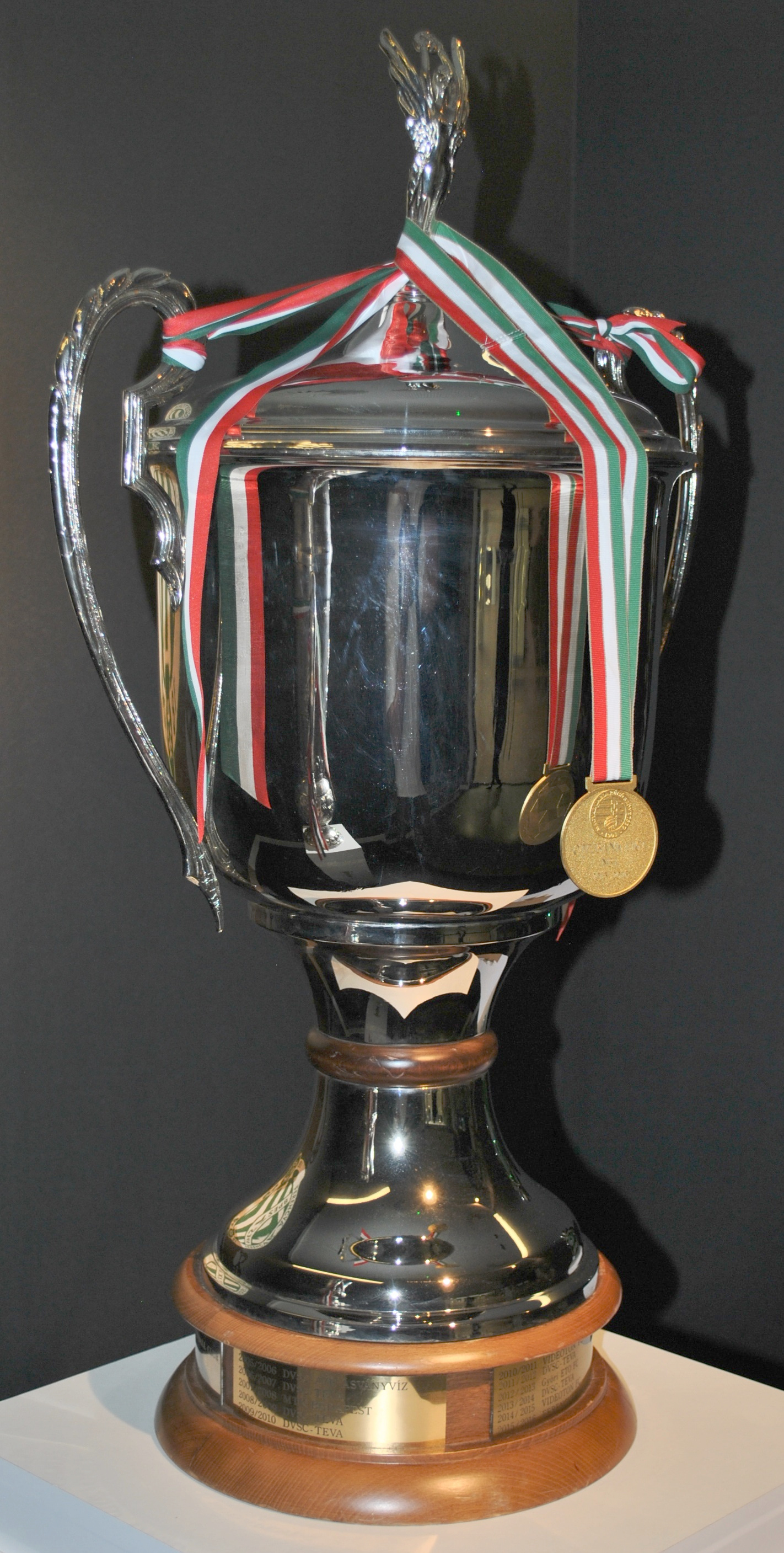
Chiếc cúp vô địch quốc gia Hungary (Nemzeti Bajnokság).

Giải đấu đầu tiên ra đời vào năm 1901 với sự tranh tài của các đội BTC, MUE, FTC, Műegyetemi AFC và Budapesti SC; cuối cùng Budapesti trở thành đội vô địch. Mặc dù Budapesti TC đã giành ngôi vô địch cả hai mùa đầu tiên, các danh hiệu khác trong thập niên đó lại thuộc về FTC và MTK.
Ở các thập niên 1910 và 1920, ngôi vô địch bị thống trị bởi Ferencváros và MTK.
Ở thập niên 1930, sự kình địch giữa Ferencváros và MTK Budapest đã có thêm một đối thủ nữa là Újpest FC (lúc bấy giờ là một bộ phận của Budapest). Một trong những nhân vật biểu tượng nhất của bóng đá Hungary thập niên 1930 là Zsengellér của Újpest - chân sút giành ngôi vua phá lưới ba lần liên tiếp ở thập niên 1930. Sárosi của Ferencváros, Cseh của MTK Budapest và Zsengellér của Újpest là đại diện cho sự kình địch giữa ba câu lạc bộ đến từ Budapest, hay còn có tên là Budapest derby.
Ở thập niên 1940, Csepel đã có thể giành chức vô địch đầu tiên, kế tiếp là các danh hiệu vào các năm 1942 và 1943. Trong Thế chiến II, các giải đấu của Hungary không gặp gián đoạn nào. Do các vùng lãnh thổ của đất nước ngày một mở rộng, các câu lạc bộ mới có thể tái gia nhập giải đấu như Nagyvárad và Kolozsvár. Nửa sau của thập niên 1940 là thời kì thống trị của Újpest bằng các chức vô địch vào các năm 1945, 1946 và 1947.

## Các đội vô địch
| - 1901: BTC - 1902: BTC (2) - 1903: FTC - 1904: MTK - 1905: FTC (2) - 1906–07: FTC (3) - 1907–08: MTK (2) - 1908–09: FTC (4) - 1909–10: FTC (5) - 1910–11: FTC (6) - 1911–12: FTC (7) - 1912–13: FTC (8) - 1913–14: MTK (3) - 1914-16 – Giải đấu không chính thức - 1916–17: MTK (4) - 1917–18: MTK (5) - 1918–19: MTK (6) - 1919–20: MTK (7) - 1920–21: MTK (8) - 1921–22: MTK (9) - 1922–23: MTK (10) - 1923–24: MTK (11) - 1924–25: MTK (12) - 1925–26: FTC (9) - 1926–27: Ferencváros (10) - 1927–28: Ferencváros (11) - 1928–29: Hungária (13) - 1929–30: Újpest - 1930–31: Újpest (2) - 1931–32: Ferencváros (12) - 1932–33: Újpest (3) - 1933–34: Ferencváros (13) - 1934–35: Újpest (4) - 1935–36: Hungária (14) - 1936–37: Hungária (15) - 1937–38: Ferencváros (14) - 1938–39: Újpest (5) - 1939–40: Ferencváros (15) - 1940–41: Ferencváros (16) - 1941–42: Csepel - 1942–43: Csepel (2) | - 1943–44: Nagyvárad - 1944 – Giải đấu không chính thức - 1945: Újpest (6) - 1945–46: Újpest (7) - 1946–47: Újpest (8) - 1947–48: Csepel (3) - 1948–49: Ferencváros (17) - 1949–50: Honvéd - 1950: Honvéd (2) - 1951: Bástya (16) - 1952: Honvéd (3) - 1953: Vörös Lobogó (17) - 1954: Honvéd (4) - 1955: Honvéd (5) - 1956 – bị bỏ hoang do Cách mạng - 1957: Vasas - 1957–58: MTK (18) - 1958–59: Csepel (4) - 1959–60: Újpesti Dózsa (9) - 1960–61: Vasas (2) - 1961–62: Vasas (3) - 1962–63: Ferencváros (18) - 1963: Győri Vasas ETO - 1964: Ferencváros (19) - 1965: Vasas (4) - 1966: Vasas (5) - 1967: Ferencváros (20) - 1968: Ferencváros (21) - 1969: Újpesti Dózsa (10) - 1970: Újpesti Dózsa (11) - 1970–71: Újpesti Dózsa (12) - 1971–72: Újpesti Dózsa (13) - 1972–73: Újpesti Dózsa (14) - 1973–74: Újpesti Dózsa (15) - 1974–75: Újpesti Dózsa (16) - 1975–76: Ferencváros (22) - 1976–77: Vasas (6) - 1977–78: Újpesti Dózsa (17) - 1978–79: Újpesti Dózsa (18) - 1979–80: Honvéd (6) - 1980–81: Ferencváros (23) | - 1981–82: Rába Vasas ETO Győr (2) - 1982–83: Rába Vasas ETO Győr (3) - 1983–84: Honvéd (7) - 1984–85: Honvéd (8) - 1985–86: Honvéd (9) - 1986–87: MTK-VM (19) - 1987–88: Honvéd (10) - 1988–89: Honvéd (11) - 1989–90: Újpesti Dózsa (19) - 1990–91: Honvéd (12) - 1991–92: Ferencváros (24) - 1992–93: Kispest-Honvéd (13) - 1993–94: Vác-Samsung - 1994–95: Ferencváros (25) - 1995–96: Ferencváros (26) - 1996–97: MTK (20) - 1997–98: Újpesti TE (20) - 1998–99: MTK (21) - 1999–2000: Dunaferr - 2000–01: Ferencváros (27) - 2001–02: Zalaegerszegi TE - 2002–03: MTK-Hungária (22) - 2003–04: Ferencváros (28) - 2004–05: Debreceni VSC - 2005–06: Debrecen (2) - 2006–07: Debrecen (3) - 2007–08: MTK (23) - 2008–09: Debrecen (4) - 2009–10: Debrecen (5) - 2010–11: Videoton - 2011–12: Debrecen (6) - 2012–13: Győr (4) - 2013–14: Debrecen (7) - 2014–15: Videoton (2) - 2015–16: Ferencváros (29) - 2016–17: Honvéd (14) - 2017–18: Videoton (3) - 2018–19: Ferencváros (30) - 2019–20: Ferencváros (31) - 2020–21: Ferencváros (32) |

### Những lần đổi tên câu lạc bộ
- Budapest Honvéd FC: (Kispest)
- Csepel FC: 1912 CSTK, 1932 Csepel FC, 1937 Weizs Manfréd FC, 1945 CSMTK, 1946 Cs. Vasas, 1957, Csepel SC)
- Ferencvárosi TC: (1899 FTC, 1926 Ferencváros, 1949 EDOSZ, 1951 Bp. Kinizsi, 1957 Ferencváros)
- MTK Budapest FC: 1883 MTK, 1926 Hungária, 1945 MTK, 1949 Textiles, 1951 Bp. Bástya, 1953 Vörös Lobogó, 1957 MTK, 1974 MTK-VM, 1991 MTK, 1997 MTK Hungária)
- Újpest FC: 1885 ÚTE, 1926 Újpest, 1949 Bp. Dózsa, 1957 Újpesti Dózsa, 1991 ÚTE, 2000 Újpesti FC)

## Nhiều danh hiệu nhất
Dưới đây là danh sách xếp hạng các câu lạc bộ theo số danh hiệu mà họ giành được.
| Câu lạc bộ      | Số danh hiệu | Năm vô địch |
| --------------- | ------------ | --- |
| Ferencváros     | 32           | 1903, 1905, 1906–07, 1908–09, 1909–10, 1910–11, 1911–12, 1912–13, 1925–26, 1926–27, 1927–28, 1931–32, 1933–34, 1937–38, 1939–40, 1940–41, 1948–49, 1962–63, 1964, 1967, 1968, 1975–76, 1980–81, 1991–92, 1994–95, 1995–96, 2000–01, 2003–04, 2015–16, 2018–19, 2019–20, 2020–21 |
| MTK Budapest    | 23           | 1904, 1907–08, 1903–14, 1916–17, 1917–18, 1918–19, 1919–20, 1920–21, 1921–22, 1922–23, 1923–24, 1924–25, 1928–29, 1935–36, 1936–37, 1951, 1953, 1957–58, 1986–87, 1996–97, 1998–99, 2002–03, 2007–08                                                                            |
| Újpest          | 20           | 1929–30, 1930–31, 1932–33, 1934–35, 1938–39, 1945, 1945–46, 1946–47, 1959–60, 1969, 1970, 1970–71, 1971–72, 1972–73, 1973–74, 1974–75, 1977–78, 1978–79, 1989–90, 1997–98 |
| Budapest Honvéd | 14           | 1949–50 (I), 1950 (II), 1952, 1954, 1955, 1979–80, 1983–84, 1984–85, 1985–86, 1987–88, 1988–89, 1990–91, 1992–93, 2016–17 |
| Debrecen        | 7            | 2004–05, 2005–06, 2006–07, 2008–09, 2009–10, 2011–12, 2013–14 |
| Vasas           | 6            | 1957, 1960–61, 1961–62, 1965, 1966, 1976–77 |
| Győr *          | 4            | 1963, 1981–82, 1982–83, 2012–13 |
| Csepel          | 4            | 1941–42, 1942–43, 1947–48, 1958–59 |
| Fehérvár        | 3            | 2010–11, 2014–15, 2017–18 |
| Budapesti TC    | 2            | 1901, 1902 |
| Vác             | 1            | 1993–94 |
| Nagyvárad ‡     | 1            | 1943–44 |
| Dunaferr        | 1            | 1999–2000 |
| Zalaegerszeg    | 1            | 2001–02 |

Ghi chú:
- † Tan rã trước Thế chiến II
- ‡ Đội bóng đến từ Oradea, nay thuộc địa phận của Romania
- * Bao gồm Rába Vasas ETO Győr, Győri Vasas ETO

## Các vua phá lưới

### Vua phá lưới mọi thời đại
Theo số liệu của RSSSF vào tháng 7 năm 2000.
| #   | Tên              | Thời gian thi đấu | Các câu lạc bộ                                    | Số bàn thắng | Số trận đá | Trung bình |
| --- | ---------------- | ----------------- | ------------------------------------------------- | ------------ | ---------- | ---------- |
| 1.  | Ferenc Szusza    | 1940–1961         | Újpest                                            | 393          | 462        | 0,85       |
| 2.  | Gyula Zsengellér | 1935–1947         | Salgótarjáni BTC, Újpest                          | 387          | 325        | 1,22       |
| 3.  | Imre Schlosser   | 1906–1928         | FTC/MTK                                           | 361          | 258        | 1,33       |
| 4.  | József Takács    | 1920–1940         | Vasas Budapest, Ferencváros, Erszébet, Szürketaxi | 360          | 355        | 1,01       |
| 5.  | Ferenc Puskás    | 1943–1956         | Kispest-Honvéd                                    | 357          | 354        | 1,01       |
| 6.  | György Sárosi    | 1931–1948         | Ferencváros                                       | 351          | 383        | 0,92       |
| 7.  | Gyula Szilágyi   | 1943–1960         | Debrecen, Vasas                                   | 313          | 390        | 0,80       |
| 8.  | Ferenc Deák      | 1944–1954         | Szentlőrinc, Ferencváros, Újpest                  | 305          | 238        | 1,28       |
| 9.  | Ferenc Bene      | 1960–1978         | Újpest                                            | 303          | 418        | 0,72       |
| 10. | Géza Toldi       | 1928–1946         | Ferencváros, Gamma-Budatok, Szegedi AK, MADISZ    | 271          | 324        | 0,84       |
| 11  | Nandor Hidegkuti | 1942–1958         | MTK-Hungaria                                      | 265          | 381        | 0,70       |
| 12. | Flórián Albert   | 1959–1974         | Ferencváros                                       | 256          | 351        | 0,73       |

### Vua phá lưới theo mùa giải
Tính đến 2019–20.
|  | Một lần - Alves - Böde - Czibor - Dobány - Dzurják - Eppel - Farkas - Fischer - Friedmanszky - Gregor - Hannich - Holender - Horváth - Jávor - Jeszmás - Kalmár - Kabát - Kelemen - Kenesei - Kiprich - Kisuczky - Machos - Medved - Melis | Một lần - Gy. Molnár - J. Molnár - Monostori - Nichenko - Nyilasi - Orosz - Petres - Pokorny - Preisinger - Priboj - Radó - Rajczi - Répási - Sidibe - Simon - Szabó - Szilágyi - Tiber - Toldi - Tóth - Vangel - Várady - Vincze - Waltner | Hai lần - Bajzát - Coulibaly - Cseh - Farkas - Fekete - Károly - Lanzafame - Manno - Schaffer - Tököli 3 lần - Albert - Deák - Détári - Dunai - Illés - Kocsis - Kozma - / Nikolić - Orth - Sárosi | 4 lần - Puskás 5 lần - Bene - Takács - Tichy - Zsengellér 7 lần - Schlosser |